# Fruchthalle (Rastatt)

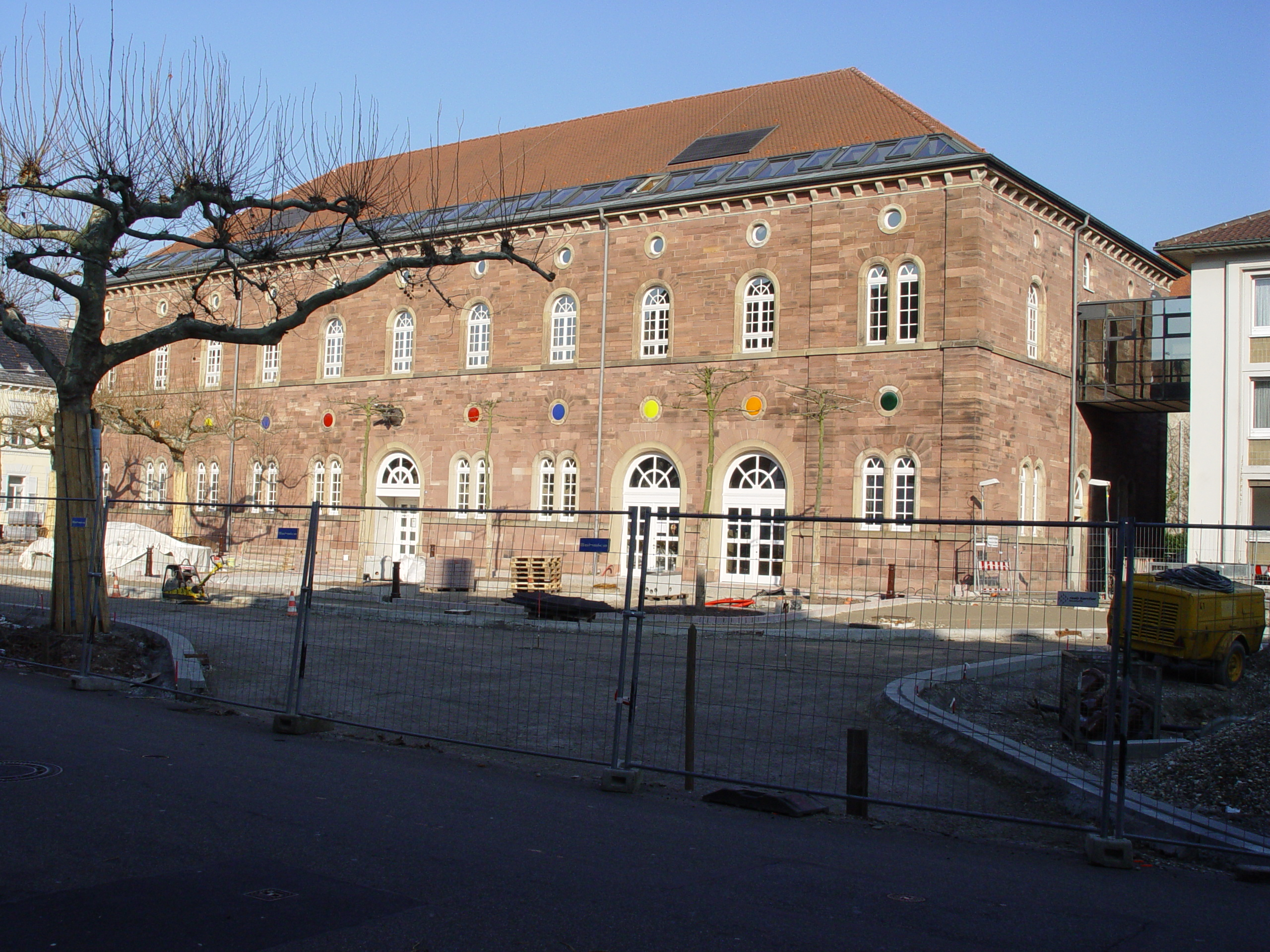
Fruchthalle Rastatt

Die Fruchthalle wurde 1853/54 kurz nach den Unruhen der Badischen Revolution im Zentrum der damaligen Festungsstadt Rastatt errichtet und diente zunächst als Markthalle. Stilgeschichtlich ist sie dem vom Karlsruher Baudirektor Heinrich Hübsch vertretenen Rundbogenstil zuzuordnen. Nach vielen Umbauten und Umnutzungen, zuletzt als Stadthalle, bekam der Sandsteinbau sein heutiges Aussehen durch den Karlsruher Architekten Helmut Bätzner, der durch den Bau des Badischen Staatstheaters in Karlsruhe Bekanntheit erlangte.
Seit dem 18. Juni 1993 befindet sich in den Räumlichkeiten die Städtische Galerie Fruchthalle Rastatt. Kunsthistorische Werke nach 1945 sowie die Gegenwartskunst bilden in der Städtischen Galerie den Schwerpunkt. Zahlreiche Werke aus der eigenen Sammlung sind ebenfalls fester Bestandteil des Ausstellungsprogramms. Mit jungen und aufstrebenden Positionen der Gegenwartskunst werden diese in Verbindung gesetzt.

## Gebäude

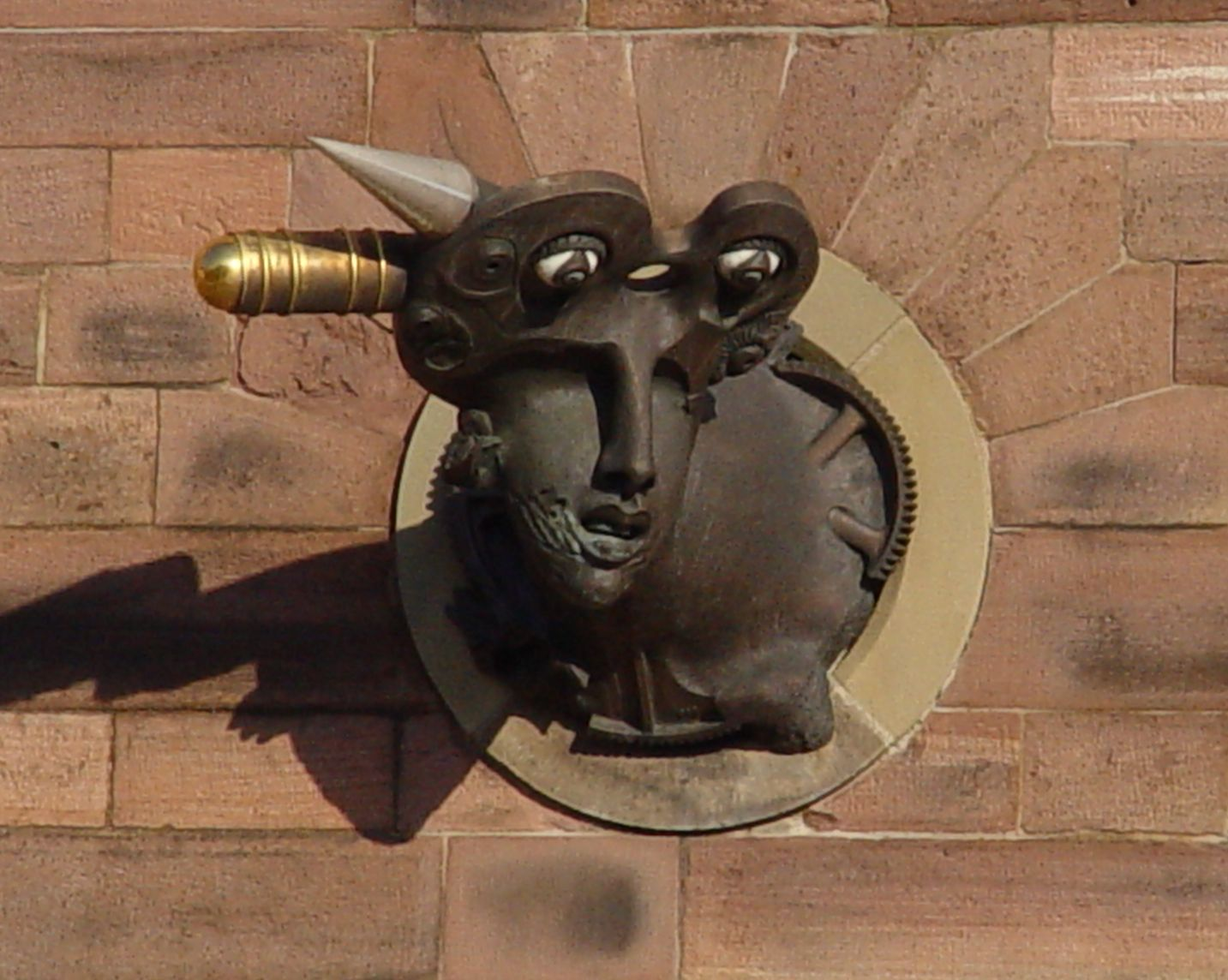
Die Muse der Bildenden Künste von J. Goertz

Eingeweiht wurde das zur Städtischen Galerie Fruchthalle umgebaute Gebäude im Jahr 1993. Seitdem ist das Haus Rastatts Kunstmuseum. Das ursprünglich 1854 als Frucht- und Mehlhalle errichtete Gebäude diente bis zum Bau der Badnerhalle im Jahr 1989 als Stadthalle.
Für die Umgestaltung des Gebäudes als Museum und somit als Ausstellungshaus wurde der bekannte Karlsruher Architekt Helmut Bätzner beauftragt, der von 1990 an den besonderen Bau zur Galerie mit Cafeteria umbaute. Symbolisch für die alte sowie auch neue Nutzung des denkmalgeschützten Gebäudes erhielt das Haus im Außenbereich eine Reihe von 19 Majolika-Rundfenster-Füllungen in verschiedenen leuchtenden „Fruchtfarben“, die im Rahmen eines Kunst am Bau Projektes realisiert wurden. Über dem Eingang findet sich außerdem ein Bronzekopf, der eine der Musen der bildenden Künste darstellt und von Jürgen Goertz geschaffen wurde.
Die Ausstellungsfläche von 500 Quadratmetern ist im Inneren in mehrere Ebenen unterteilt, die durch eine großräumig angelegte Rampe sowie Treppen verbunden sind. Die ebenen im ersten Stockwerk, die Helmut Bätzner unterteilte, sind jeweils mit einer modernen Lichtdecke versehen. Zwischen den Stockwerken wurden Durchsichten eingebaut, wodurch die Architektur den Besuchern stets neue Sichtachsen ermöglicht.
Das großzügig gestaltete untere Geschoss nimmt die Grundform einer Basilika auf und deutet einen kreuzförmigen Aufbau sowie Obergadenfenster an. Bestärkt wird der sakrale Eindruck durch die Deckenbögen. Die Stahlträger, die nahezu eine plastische Qualität aufweisen und das Nebeneinander verschiedener Architekturmerkmale zu einem postmodernen Stilmix verschmelzen, bilden weitere wichtige Elemente.

## Sammlung
Die Sammlung der Städtischen Galerie Fruchthalle konzentriert sich auf zeitgenössische Werke und Kunst in Baden und Süddeutschland nach 1945. Außerdem finden regelmäßig wechselnde Einzel- und Gruppenausstellungen statt.
Großen Bestandteil der Sammlung Rastatt bildet Diethelm Lützes druckgrafische Sammlung zur Süddeutschen Kunst des 20. Jahrhunderts. Positionen des Expressionismus, der Neuen Sachlichkeit, der Konkreten Kunst oder des Informel finden sich unter anderem in dieser Sammlung. Dabei sind verschiedene Künstler wie Erich Heckel, Otto Herbert Hajek, Otto Dix, Emil Schumacher, Hanna Nagel oder Gerlinde Beck vertreten.
Daneben besitzt die Städtische Galerie etwa 400 Kunstwerke, wie Gemälde, Grafiken, Plastiken und Skulpturen, zur Kunst in Baden nach 1945. Ein Wesentlicher Teil dieser Werke ist dem Umfeld der Kunstakademie in Karlsruhe einzuordnen. Der menschenleere Raum bildet dabei einen der Schwerpunkte und wird von Künstlern wie Hans-Peter Reuter, Ben Willikens oder Martin Uhlig verbildlicht. Auch sind Künstler wie Peter Dreher, Susi Juvan, Horst Egon Kalinowski, Barbara Haim, Ritzi Jacobi oder Karl Hubbuch zu sehen.
Weitere wichtige und unterschiedliche Strömungen der Kunst nach 1945 finden sich in der Sammlung Günther Westermanns. Der Sammler hat mehrere Künstler dazu eingeladen, auf seine selbst gebauten Objektboxen (kleine Holzkästen im Standardformat 13 × 17 × 2,5 Zentimeter) zu reagieren. Angaben zur Umsetzung gab es dabei keine, so konnten die Künstler mit der Formatvorgabe frei umgehen. Franz Erhard Walther wählte für diese Aufgabe beispielsweise ein Stoffüberzug, während Imi Knoebel das Format mit einer viereckigen Holzplatte überzog. In ihrer Vielseitigkeit steht die Sammlung für eine konzeptuelle Auseinandersetzung Fläche, Raum, Materialität und Autorschaft und beschäftigt sich dahingehend mit den grundlegenden Fragen der Bildenden Kunst.
Drei Werke von Anselm Kiefer sind ebenfalls in der Städtischen Galerie Fruchthalle zu bestaunen, wie die Monumentalcollage Wege der Weltweisheit. Kiefer gehört zu den bekanntesten und ruhmreichsten deutschen Künstlern nach dem Zweiten Weltkrieg und lebte während seiner Kindheit und Jugend in Rastatt.